# Замок Пелеш

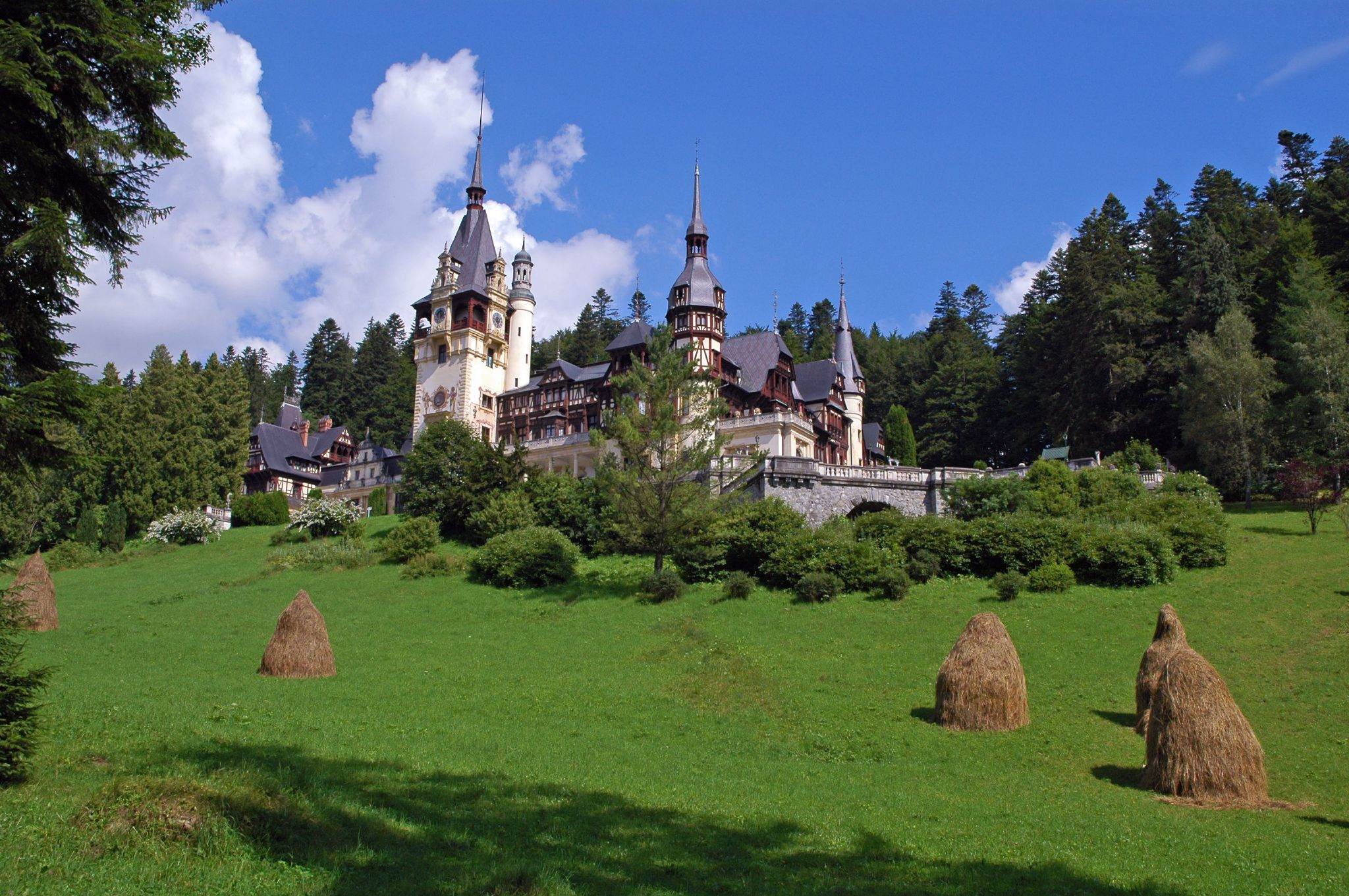
Замок Пелеш летом

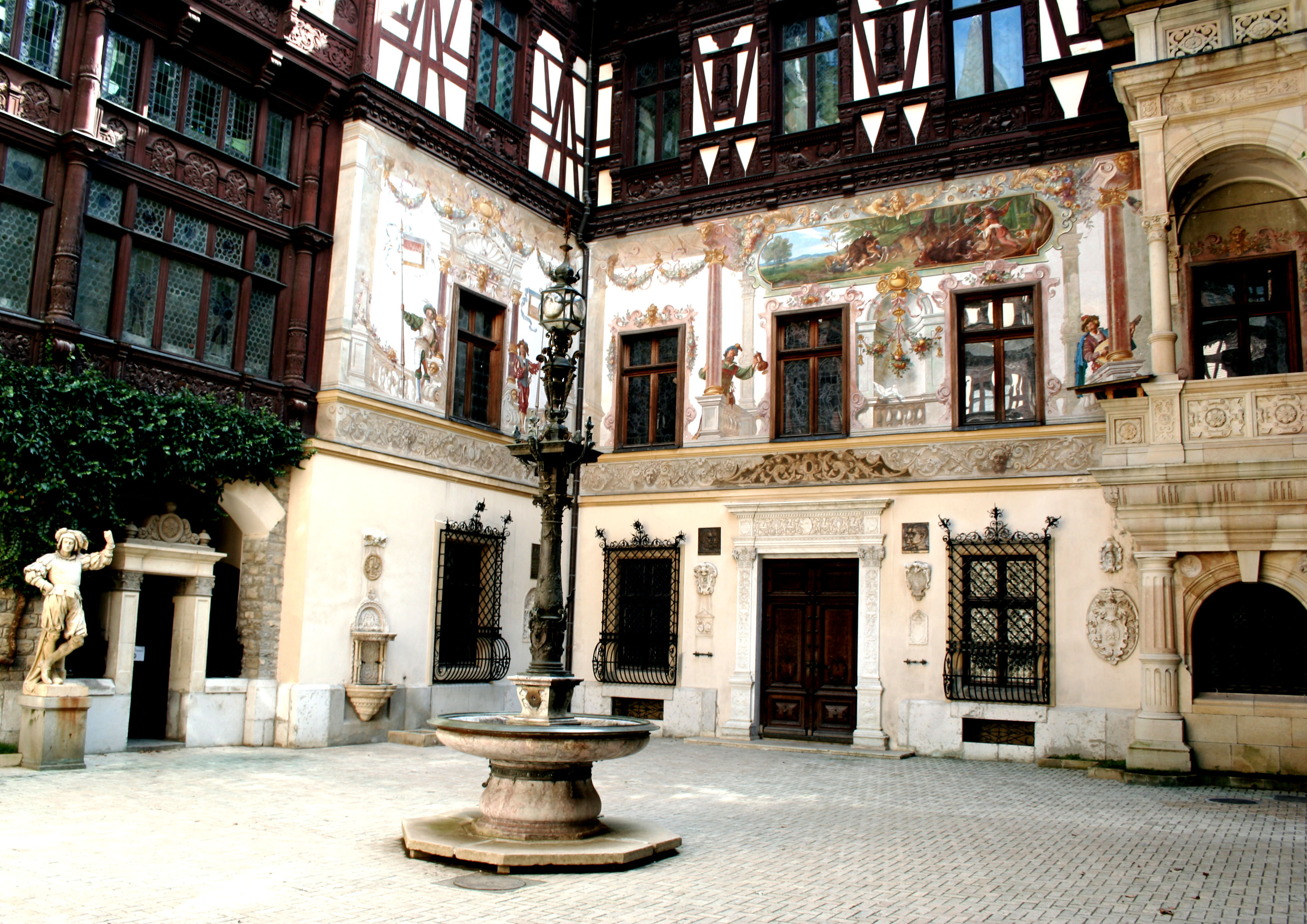
Внутренний дворик замка

Замок Пелеш (рум. Castelul Peleş) — расположен на средневековом пути, соединяющем Трансильванию и Валахию, в живописном месте Карпат, неподалёку от города Синая в Румынии. Строился в духе эклектики с 1873 по 1914 годы; с 1883 года использовался как королевская резиденция. Имя ему дала протекающая неподалёку горная речка. На территории бывшей резиденции расположен Национальный музей Пелеш.

## История
Король Кароль I (1839—1914) впервые побывал в этих местах в 1866 году, они напомнили ему родную Германию, и он навсегда пленился ими. В 1872 году эти земли (приблизительно 5,3 км²) были куплены королём, и стали именоваться Королевским доменом Синая, предназначенные тому, чтобы стать королевскими охотничьими угодьями и летней резиденцией монарха.
Первые три архитектурных проекта замка фактически копировали другие западно-европейские дворцы, и Кароль I отверг их, потому что они были слишком дорогостоящими и недостаточно оригинальными. Архитектор Иоганн Шульц представил более интересный проект, который понравился королю: небольшой дворец или, скорее, просторный особняк в альпийском стиле, сочетающий итальянскую элегантность с эстетикой немецкого неоренессанса. Стоимость строительства (за период между 1875 и 1914 годами) оценивалась примерно в 16 миллионов золотых румынских леев (приблизительно 120 миллионов современных долларов США).
Замок был заложен 22 августа 1873 года. Одновременно строились другие здания, связанные с замком: домик охраны, охотничий домик, королевские конюшни и др. Кроме того была построена электростанция, и Пелеш стал первым электрифицированным замком в мире. Три или четыре сотни человек постоянно работали на строительстве замка. Королева Елизавета во время строительства писала в своём дневнике:
Каменщиками были итальянцы, румыны строили террасы, цыгане были чернорабочими. Албанцы и греки работали по камню, немцы и венгры были плотниками. Турки обжигали кирпич. Инженерами были поляки, а чехи — резчиками по камню. Французы рисовали, англичане измеряли — здесь были сотни людей в национальных костюмах, которые разговаривали, пели, ругались и болтали на четырнадцати языках…
Строительство несколько приостановилось во время румынской войны за независимость 1877-78 года, но вслед затем очень ускорилось. Бал по поводу инаугурации замка состоялся 7 октября 1883 года. В 1893 году в замке Пелеш родился Кароль II, наполнив смыслом имя, пожалованное замку королём Каролем I — «колыбель династии, колыбель нации».
В 1947 году после отречения короля Михая коммунистическая Румыния национализировала всю королевскую собственность, включая поместье и замок Пелеш. Некоторое время замок был открыт для туристов, а в 1953 году объявлен музеем. Поместье служило также для отдыха румынских деятелей культуры. В последние годы коммунистического режима, между 1975—1990, замок по инициативе Николае Чаушеску был закрыт для посещений, сюда были допущены только обслуживающий персонал и служба охраны. Чаушеску не любил замок и редко посещал его. Работники музея, зная, что чета Чаушеску страдает фобиями, связанными со здоровьем, объявили, что здание заражено опасным грибком Serpula lacrymans, который в 1980-х годах был действительно весьма распространён, но поражал только древесину.
После румынской революции 1989 года, замки Пелеш и Пелишор снова были открыты для туристов. В 2006 году румынское правительство объявило о возвращении замка бывшему королю Михаю I. Вскоре после обретения королём своей собственности переговоры между ним и правительством возобновились, и Пелеш снова стал национальным достоянием, открытым для публики как исторический памятник и музей. Взамен румынское правительство передало королевскому дому Румынии 30 миллионов евро. С момента своего открытия замок Пелеш принимает ежегодно почти полмиллиона посетителей.
В 2008 году замок использовался на съёмках фильма «Братья Блум» — окрестности замка изображали большое поместье в Нью-Джерси, жилище эксцентричной миллионерши Пенелопы (в этой роли снималась Рэйчел Вайс).

## Описание

Коллекция оружия и доспехов насчитывает более 4000 предметов.

Первым архитектором замка был немец Иоганн Шульц (1876—1883), его преемником стал чешский архитектор Карел Лиман. По своему строению и функциям Пелеш является дворцом, но все с любовью называют его замком. Основным архитектурным стилем является неоренессанс, но в фахверковых фасадах внутреннего двора с их роскошно расписанными стенами чувствуется саксонское влияние, а в интерьерах, украшенных богатой резьбой по дереву и изысканными тканями, заметно влияние барокко.
Замок Пелеш имеет 3200 м² площади, более 160 комнат, 30 ванных, роскошно обставленных и изысканно декорированных, театральный зал на 60 мест с королевской ложей. Он располагает одной из лучших коллекций произведений искусства восточной и центральной Европы, которая включает скульптуру, живопись, мебель, оружие и доспехи, золотые и серебряные изделия, изделия из слоновой кости, фарфор, ковры и гобелены. Коллекция оружия и доспехов насчитывает более 4000 предметов. Восточные ковры произведены в лучших мастерских Бухары, Мосула, Ыспарты и Смирны. Поражает коллекция севрского и мейсенского фарфора, кожи из Кордовы, но самое впечатляющее — это вручную расписанные витражи из Швейцарии.
При строительстве замка использовались наиболее современные технологии того времени — построенный в 1883 году замок изначально оснащён системой центрального отопления и полностью электрифицирован. Высота часовой башни замка составляет 66 метров.

## Парковый ансамбль
|  |  | У главного входа возвышается статуя короля Кароля I работы итальянского скульптора Рафаелло Романелли, ему же принадлежат статуи из каррарского мрамора, расположенные на семи прелестных итальянских террасах, окружающих замок и выполненных в стиле неоренессанса. В парке находится и памятник королеве Елизавете, изображающий супругу Кароля I за вышиванием — традиционным румынским искусством. Сады и террасы украшены фонтанами, урнами, лестницами, львами, прекрасными статуями и другими декоративными деталями. |

## Музей

В замке Пелеш

Из 168 комнат замка для посещений открыты 35. Посещение только с экскурсоводом в составе групп, которые набираются по языкам. Есть экскурсии на русском языке для экскурсионных групп.

## Местоположение
Замок расположен на северо-западе города Синая, в 60 км от города Брашов и в 135 км от Бухареста, столицы Румынии. Из Брашова в Синаю ходят автобусы с интервалом в полчаса-час, с Бухарестского вокзала Gara de Nord регулярно ходят поезда на Брашов, останавливающиеся в Синае, время в пути — около 2-х часов.
В туристический комплекс Синаи входит также замок Пелишор, расположенный рядом с замком Пелеш.